# Jim Beach
Henry James Beach (Gloucester, 9 marzo 1942) è un manager, produttore televisivo e produttore discografico britannico.

## Biografia
Lavora con il gruppo dei Queen dal 1978, dopo che egli stesso aveva difeso il gruppo in qualità di avvocato. Produttore anche di film e di programmi televisivi, dimora attualmente in Svizzera, a Montreux e ha un figlio, Ol Beach, che suona come tastierista nel complesso dei Wire Daisies. Jim, insieme all'ex-componente dei Blur Dave Rowntree, fu il fondatore dell'etichetta musicale Transistor Project.